# Apolonio el Sofista
Apolonio el Sofista (en griego, Ἀπολλώνιος ὁ Σοφιστής) fue un lexicógrafo del que se ha conservado una obra suya que escribió en griego: Λέξιες Όμηριχαί (Léxico Homérico).
La obra trata sobre las palabras empleadas por Homero en la Ilíada y la Odisea, siguiendo un orden alfabético según las dos primeras letras, por lo que se ha considerado como el primer diccionario.
Se conocen muy pocos datos biográficos suyos. Vivía en Alejandría en el siglo I y era hijo del gramático Arquibio.